# Поліфенізм

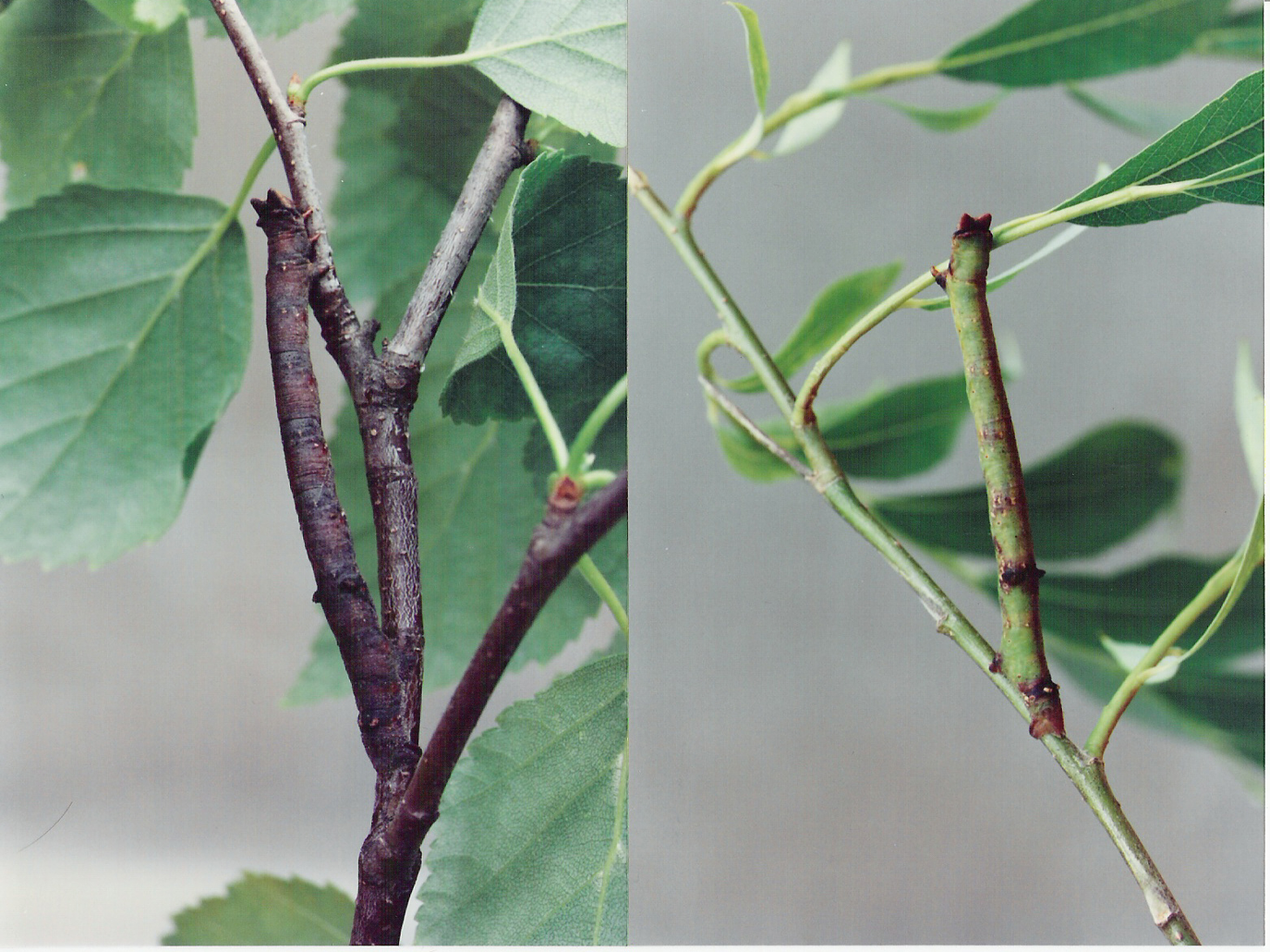
П'ядун березовий на гілці берези (зліва) і верби (праворуч), демонструє кольоровий поліфенізм.

Поліфенізм (від грецьк. poly — багато і phaino — явища, являти) це особливість, при якій декілька відмінних фенотипів може виникати із одного генотипу при зміні умов довколишнього середовища. Це є окремим випадком фенотипної пластичності.
Існує декілька різновидів поліфенізму в тварин, починаючи від визначення стати в залежності від середовища у медоносних бджіл і інших комах. Деякі види поліфенізму є сезонними, як наприклад в метеликів, які мають різне забарвлення протягом року, або полярних тварин такий як заєць і полярний лис, що є білими взимку. Інші тварини мають риси поліфенізму внаслідок хижацтва або ресурсних змін, що дозволяє їм використовувати зміни в їх середовищі. Деякі нематоди можуть розвиватися або в дорослі особини або в личинки, в залежності від наявності ресурсів.